# 疾厄
是一部於2021年上映的美國恐怖電影，由溫子仁執導，阿凱拉·庫柏撰寫劇本，溫子仁、英格麗·畢蘇和庫柏撰寫故事。主演包括安娜貝爾·瓦莉絲、傑克·阿貝爾、吳宇衛、麥蒂·哈森、麥可·布莉安娜·懷特和賈桂琳·麥肯錫。
《疾厄》定於2021年9月10日美國上映，並於同日上線HBO Max，為期一個月。

## 劇情
1993年，佛蘿倫絲·威佛醫生和她的同事維克多·菲爾德和約翰·葛雷格正在西米恩研究醫院治疗一个名叫蓋博瑞的精神病患者。蓋博瑞有特殊的能力，如控制电力和通过扬声器广播他的思想。一天晚上，蓋博瑞变得很暴力，并杀死了该机构的几个工作人员。
28年后，孕妇麥迪森·雷克在经历了两年的流产后住在西雅图，这使她与丈夫德瑞克·米契的婚姻变得紧张。在一次争吵中，德瑞克将麥迪森的头砸向墙壁，之后她将自己锁在卧室里，睡着了。后来，麥迪森醒来时发现了德瑞克的尸体，因为她梦见一个男人进入他们的房子并暴力杀害了他。凶手仍在房子里，袭击了麥迪森，使她失去意识。
第二天早上，麥迪森在医院醒来，她的妹妹席妮告诉她，她未出生的孩子没有在袭击中幸存。在接受了警探基柯亞·蕭和他的搭档蕾吉娜·摩斯的询问后，麥迪森回到家中。同一个小时，蓋博瑞绑架了一名经营西雅图地下旅游的妇女。麥迪森又看到了关于蓋博瑞谋杀威佛的梦。
在调查过程中，蕭和摩斯在威佛的房子发现了一张麥迪森小时候的照片，并了解到她专门从事儿童整形手术。麥迪森和她的妹妹在看到蓋博瑞谋杀菲爾德后找到了警察。蓋博瑞与麥迪森联系，使她想起了自己的过去。她和妹妹拜访了母亲珍妮，以了解更多情况。麥迪森意识到蓋博瑞并不是她想象中的朋友，而是她在童年时与之交谈过的真实人物。蕭发现医生和麥迪森之间有联系，这使他发现了葛雷格的尸体。
警探们寻求一位精神病学家的帮助，希望能解开麥迪森的记忆。麥迪森回忆说，她的出生名字实际上是艾蜜莉·梅，蓋博瑞想让她杀死她未出生的妹妹。她差点就动手，但还是忍住了。当被绑架的女人从她家的阁楼上掉下来时，警察逮捕了麥迪森，透露出蓋博瑞就住在她家里面。后来发现这个女人是瑟琳娜·梅，麥迪森的生母。席妮访问了现在上锁的西米恩医院，发现蓋博瑞是艾蜜莉的双胞胎兄弟，他作为一个极端的「畸胎瘤」住在她的体内，与艾蜜莉共享大脑。威佛为艾蜜莉做了手术，切除了寄生瘤，并将蓋博瑞缝回了她的大脑。他在她的童年时期处于休眠状态，但在德瑞克砸开她的头时醒来。

## 演員
- 安娜貝爾·瓦莉絲 飾演 麥迪森·「麥迪」·雷克-米契／艾蜜莉·梅（Madison "Maddie" Lake-Mitchell / Emily May）
  - 麥肯娜·葛瑞絲 飾演 少女時期的艾蜜莉·梅
- 麥蒂·哈森（英语：Maddie Hasson） 飾演 席妮·雷克（Sydney Lake）
- 吳宇衛 飾演 柯亞·蕭警探（Det. Kekoa Shaw）
- 麥可·布莉安娜·懷特（英语：Michole Briana White） 飾演 蕾吉娜·摩斯警探（Det. Regina Moss）
- 賈桂琳·麥肯錫（英语：Jacqueline McKenzie） 飾演 佛蘿倫絲·威佛醫師（Dr. Florence Weaver）
- 傑克·阿貝爾 飾演 德瑞克·米契（Derek Mitchell）
- 蘇珊娜·湯普森（英语：Susanna Thompson） 飾演 珍妮·雷克（Jeanne Lake）
- 琴·路易莎·凱利（英语：Jean Louisa Kelly） 飾演 瑟琳娜·梅（Serena May）
  - 麥蒂森·沃夫（英语：Madison Wolfe） 飾演 少女時期的瑟琳娜·梅
- 英格麗·畢蘇（英语：Ingrid Bisu） 飾演 維妮（Winnie）
- 克里斯汀·克萊門森（英语：Christian Clemenson） 飾演 維克多·菲爾德醫師（Dr. Victor Fields）
- 阿米爾·阿布埃拉(Amir AboulEla) 飾演 約翰·葛雷格醫師（Dr. John Gregory）
- 安迪·賓（英语：Andy Bean (actor)） 飾演 法蘭克·雷克（Frank Lake）
- 帕翠西婭·維拉奎茲 飾演 維拉奎茲護士（Nurse Velasquez）
- 柔伊·貝爾 飾演 天蠍（Scorpion）
- 瑪莉娜·馬澤帕（Marina Mazepa） 飾演 蓋博瑞（Gabriel）
  - 雷·柴斯（英语：Ray Chase (voice actor)） 聲演 蓋博瑞（Gabriel）

## 製作

### 發展
2019年7月，宣布溫子仁將執導該片，並與英格麗·畢蘇共同撰寫劇本。溫子仁也與原子怪獸影業的麥可·克萊爾（Michael Clear）一同擔任製片人。溫子仁透露該片為原創故事，而非原文名稱相似的《腫瘤侠》。

### 選角
2019年8月，安娜貝爾·瓦莉絲、吳宇衛和傑克·阿貝爾加盟劇組。2019年9月，麥蒂·哈森、麥可·布莉安娜·懷特和賈桂琳·麥肯錫加盟劇組。

### 拍攝
主體拍攝於2019年9月24日在洛杉磯開始進行，並於2019年12月8日殺青。

## 發行
《疾厄》由華納兄弟原定於2020年8月14日在美國上映。2020年3月，受2019冠状病毒病疫情影響，本片宣布延期，而原上映日則改由《神力女超人1984》接替。2021年1月，宣佈電影將於2021年9月10日在美國上映，並於同日在HBO Max上線，為期一個月。

## 反應

### 票房
在北美《疾厄》第一週有望從3500間影院中取得500萬至900萬美元票房。電影首日獲得500萬美元，首週票房總計560萬美元，位居當週票房排名亞軍。

## 外部連結
- 互联网电影数据库（IMDb）上《疾厄》的资料（英文）
- 豆瓣电影上《疾厄》的資料 （简体中文）